# Canistrum triangulare
Espèce
Canistrum triangulare est une espèce de plantes tropicales de la famille des Bromeliaceae, endémique du Brésil et décrite en 1963.

## Distribution
L'espèce est endémique de l'État côtier d'Espírito Santo à l'est du Brésil.

## Description
L'espèce est épiphyte.